# E-Prix di Berna
L'E-Prix di Berna, denominato per motivi di sponsorizzazione Julius Bär Zürich E-Prix, è un evento automobilistico con cadenza annuale destinato alle vetture a trazione interamente elettrica del campionato di Formula E che si svolge a Berna. La prima edizione è stata disputata il 22 giugno 2019 ed è stata inserita come undicesima tappa della stagione 2018-2019.

## Circuito
La prima edizione dell'evento si disputa sul Circuito cittadino di Berna, creato appositamente per l'occasione e ricavato nel centro della Città, lungo 2,668 chilometri e con 13 curve.

## Albo d'oro
| Edizione | Tracciato                   | Vincitore                     | Secondo                             | Terzo                         | Pole position                 | Giro veloce                           |
| -------- | --------------------------- | ----------------------------- | ----------------------------------- | ----------------------------- | ----------------------------- | ------------------------------------- |
| 2019     | Circuito cittadino di Berna | Jean-Éric Vergne DS Techeetah | Mitch Evans Panasonic Jaguar Racing | Sébastien Buemi Nissan-e.dams | Jean-Éric Vergne DS Techeetah | António Félix da Costa BMW i Andretti |